# Geokarpi
Geokarpi (av grekiska: ge, jord, och karpos, frukt) är ett sällsynt fortplantningssätt hos växter. Dessa borrar sina blommor eller outvecklade frukter ner i jorden, där de sedan mognar. Bekanta exempel på geokarpi är flera ärtväxter. 
Geokarpi kan ske med underjordiska blommor (protogeokarpi), eller från vanliga blommor, vars delar faller av och kommer ned i jorden efter blomningen (hysterokarpi). Metoden har utvecklats som ett effektivt sätt att säkerställa en lämplig miljö för växtens förökning.
Geokarpi är också kopplat till solfluktionsjordar, där snabb upptining och frysning av ytjord orsakar nästan kontinuerlig rörelse. Detta fenomen är utbrett i höghöjdsområden i Östafrika. För att föröka sig böjer geokarpiska växter sina stjälkar så att frukten kan bäddas in i jorden under frysningsprocessen medan frukten fortfarande är fäst vid själva växten.